# Chất kháng vi sinh vật

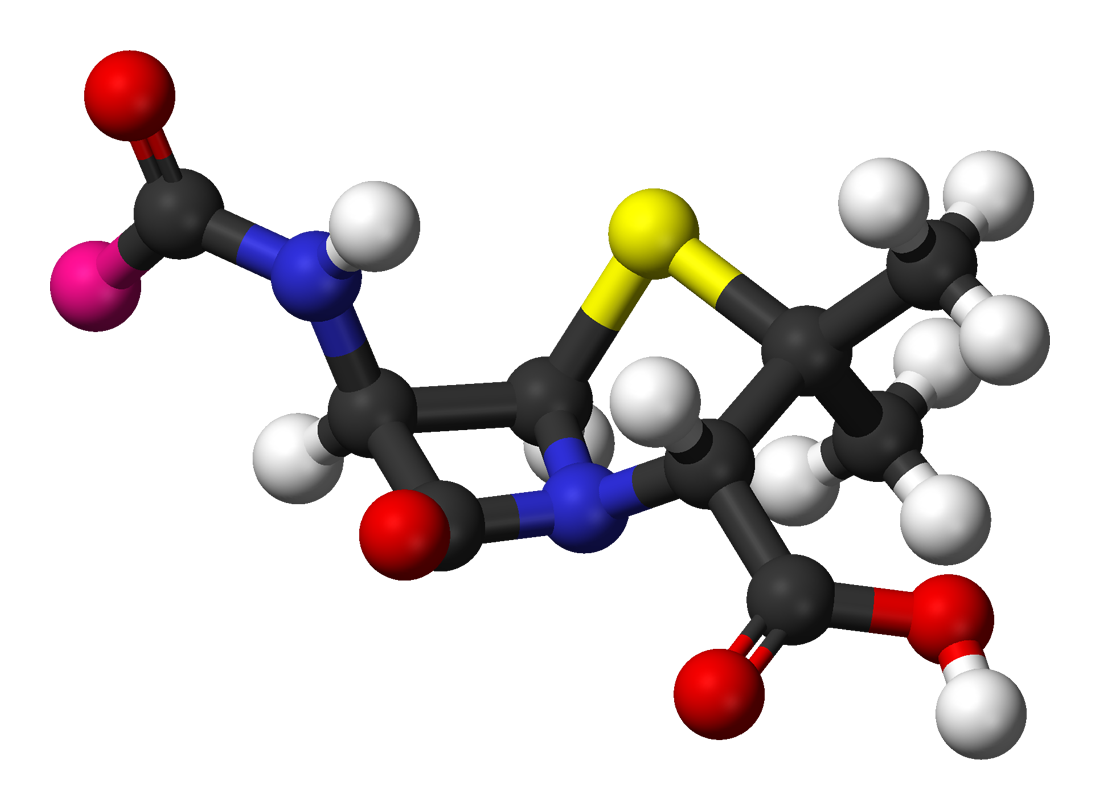
Kháng sinh Penicillin, là một chất kháng vi sinh vật.

Thuốc kháng vi sinh vật là tác nhân giết chết các vi sinh vật hoặc ngăn chặn sự phát triển của chúng. Các loại thuốc kháng vi sinh vật có thể được nhóm lại theo các vi sinh vật mà chúng hoạt động chủ yếu chống lại. Ví dụ, kháng sinh được sử dụng chống lại vi khuẩn và thuốc kháng nấm được sử dụng chống lại nấm. Chúng cũng có thể được phân loại theo chức năng của chúng. Các tác nhân giết vi sinh vật được gọi là thuốc diệt vi sinh vật (microbicidal), trong khi những tác nhân chỉ ức chế sự phát triển của chúng được gọi là chất kìm hãm sinh học (biostatic). Việc sử dụng các loại thuốc kháng vi sinh vật để điều trị nhiễm trùng được gọi là hóa trị liệu kháng trùng, trong khi việc sử dụng các loại thuốc kháng khuẩn để ngăn ngừa nhiễm trùng được gọi là phòng bệnh kháng trùng.
Các loại thuốc kháng vi sinh vật chính là chất tẩy uế (thuốc kháng sinh không chọn lọc), loại thuốc này giết vi khuẩn trên các bề mặt không-phải-sinh-vật để ngăn ngừa sự lây lan của bệnh, thuốc sát trùng (được sử dụng cho mô sống và giúp giảm nhiễm trùng phẫu thuật) và thuốc kháng sinh (tiêu diệt vi sinh vật trong cơ thể). Thuật ngữ "kháng sinh" ban đầu chỉ đề cập đến những chất với công thức có nguồn gốc từ vi sinh vật sống nhưng hiện nay cũng được áp dụng cho các kháng sinh tổng hợp, chẳng hạn như sulphonamide, hoặc fluoroquinolone. Thuật ngữ "kháng vi sinh vật" này thường được thu gọn lại thành kháng khuẩn (và nay thường được sử dụng như một từ đồng nghĩa cho họ bởi các chuyên gia y tế), nhưng thực chất ngữ cảnh của nó là rộng hơn vì bao gồm tất cả các chất kháng vi sinh vật. Các tác nhân kháng khuẩn có thể được chia nhỏ thành các tác nhân diệt khuẩn, giúp tiêu diệt vi khuẩn và các tác nhân kìm hãm vi khuẩn, giúp làm chậm hoặc ngăn chặn sự phát triển của vi khuẩn. Gần đây, những tiến bộ hơn nữa trong công nghệ kháng khuẩn đã dẫn đến các giải pháp có thể vượt ra ngoài chỉ đơn giản là ức chế sự phát triển của vi sinh vật. Thay vào đó, chẳng hạn như một số loại "miếng xốp" đã được phát triển để tiêu diệt vi khuẩn ngay khi tiếp xúc.